# Хонигзе
Хонигзе (нем. Honigsee) — община в Германии, в земле Шлезвиг-Гольштейн. 
Входит в состав района Плён. Подчиняется управлению Прец-Ланд.  Население составляет 457 человек (на 31 декабря 2010 года). Занимает площадь 11,27 км².